# Шоу Лоретти Янг
«Шоу Лоретти Янг» (англ. The Loretta Young Show); спочатку відоме як «Лист до Лоретти» (англ. Letter to Loretta) — американський драматичний телесеріал-антологія, який транслювався в неділю ввечері з 2 вересня 1953 року по 4 червня 1961 року на NBC. Випущено загалом 165 епізодів. Ведучою серіалу стала актриса Лоретта Янг, яка також виконувала головні ролі в різних епізодах.

## Історія
Шоу Лоретти Янг було спонсоровано компанією Procter & Gamble протягом перших шести сезонів, з 1953 по 1959 рік. Після суперечки зі своїм спонсором Янг знайшла інших спонсорів для підтримки своєї програми: The Toni Company (1959—1961), Philip Morris (1959—1960) і Listerine (1960—1961).
Програма починалася з того, що кожна історія була відповіддю на запитання, поставлене в листі шанувальників; початкова назва програми була «Лист до Лоретти». Назву було змінено на «Шоу Лоретти Янг» протягом першого сезону (станом на 14 лютого 1954 року), а концепцію «листа» було повністю відкинуто наприкінці другого сезону. У цей час здоров'я Янг, яке погіршилося через важкий графік виробництва під час другого сезону, вимагало кількох запрошених ведучих і запрошених зірок.
З цього моменту Янг з'являлася лише приблизно в половині шоу кожного сезону як актриса, а решту була лише ведучою програми. Вона стала відома тим, що кружляла у своїх сукнях під час входу через двері на початку шоу, прийом, який спародіювали багато коміків .
Цю програму повторно показали в денний час NBC як The Loretta Young Theatre з жовтня 1960 року до грудень 1964 року, а потім з'явився, знову без вступів і висновків, у синдикації протягом 1970-х років. У 1992 році вибрані епізоди оригінального серіалу, авторизовані самою Янг і вибрані з її особистої колекції з 16 мм плівки, були випущені на домашнє відео та зрештою показані на кабельному телебаченні. 
Протягом восьми років серіалу він користувався популярністю серед глядачів і критиків, а навесні 1955 року він посів 28 місце в рейтингу Nielsen Він завершив свій останній сезон із великим відставанням від свого конкурента, Candid Camera на CBS, і тому був скасований. У 1954 році Billboard визнав його третім найкращим драматичним серіалом. 

## Нагороди
У 1959 році серіал отримав премію «Золотий глобус» як найкраще телешоу. Лоретта Янг отримала три премії «Еммі» за найкращу жіночу роль у прайм-таймі в 1955, 1957 та 1959 роках. Норберт Бродайн отримав Еммі за найкращу операторську роботу в 1957 році. Янг також номінувався на премію «Еммі» в 1954, 1956, 1958, 1960 і 1961 роках, а Бродайн був номінований також в 1955, 1956 і 1958 роках. Інші номінації на Еммі були за найкращу нову програму в 1954 році, найкращий драматичний серіал — менше години у 1959 році, найкращу режисуру Роберта Флорі у 1955 році, найкращий сценарій телеп'єси — півгодини або менше для Річарда Морріса у 1957 році та найкращу художню постановку на телебаченні для Френка Пола Сайлоса в 1959 році.
Гільдія режисерів Америки номінувала Роберта Флорі в 1955 році та Нормана Фостера в 1957 році за їх роботу над серіалом.

## Актори
- Лоретта Янг у ролі Крістін Мессі
- Джеймс Філбрук — Пол Белцер
- Дек Рембо в ролі Пітера Мессі
- Дірк Рембо в ролі Пола Мессі
- Сінді Керол у ролі Бінкі Мессі
- Сенді Дешер — Джуді Мессі
- Трейсі Стретфорд — Марія Мессі
- Беверлі Вошберн у ролі Вікі Мессі
- Селія Кей — Марні Мессі

## Подальше читання
- «Tuning in to Women in Television» (National Women's History Museum)